# Садала (династ)
Вижте пояснителната страница за други личности с името Садала.
Садала (Садалас; Sadalas, на старогръцки: Σαδάλας) е тракийски династ, управлявал в района на Месамбрия. Известен е от надпис, регламентиращ отношенията на града със Садала. Надписът е датиран от края на 4 —- началото на 3 век пр.н.е. и според него градът Месамбрия присъжда на владетеля да получава ежегодно златен венец на стойност 50 статера и правото да ползва пристанището му. В този надпис са упоменати и предците на Садала, носещи имената Мопсиестий, Тарутин, Медиста и Котис. Има предположения, че Садала е от рода на Севт III.